# Acanthagrion aepiolum
Acanthagrion aepiolum är en trollsländeart som beskrevs av Tennessen 2004. Acanthagrion aepiolum ingår i släktet Acanthagrion och familjen dammflicksländor. Inga underarter finns listade i Catalogue of Life.